# Eduard Reeder
Eduard Louis Reeder (* 26. Juni 1826 in Stedesand) war ein deutscher Landwirt und Politiker.

## Leben
Eduard Reeder war ein Landwirt in Büllsbüll im Kreis Tondern. Von 1869 bis 1873 war er Mitglied des Preußischen Abgeordnetenhauses, wo er zunächst den Wahlkreis Schleswig-Holstein 7 (Kreis Eckernförde) vertrat und 1870 den Wahlkreis Schleswig-Holstein 5 (Kreis Husum). In beiden Legislaturperioden schloss er sich keiner Fraktion an. Er verlor sein Mandat jedoch bereits wieder am 5. Februar 1870, da die Wahlkommission sein Mandat für ungültig erklärte. Von 1867 bis 1871 war er außerdem Abgeordneter im Reichstag des Norddeutschen Bundes für die Bundesstaatlich-Konstitutionelle Vereinigung und den Wahlkreis Schleswig-Holstein 4 (Tondern, Husum, Eiderstedt). In dieser Eigenschaft war er auch Mitglied des von 1868 bis 1870 tagenden Zollparlaments.